# 月の輪酒造店
有限会社月の輪酒造店（つきのわしゅぞうてん）は、岩手県紫波郡紫波町にある日本酒メーカー（酒蔵）。1886年（明治19年）創業。代表銘柄は「月の輪」。

## 特色
紫波町は南部杜氏の発祥地とされる。生産量の9割以上に岩手県産米を使用しており、酒米としては「ぎんおとめ」「吟ぎんが」「結の香」を使用している。一般的に酒造りには不向きとされるもち米を100%使用した純米酒の製造などにも取り組んでいる。社長は横沢孝之、杜氏は横沢裕子であり、数少ないとされる女性杜氏の酒蔵である。

## 歴史
創業家の横沢家初代は、若狭国（現在の福井県）から陸奥国紫波郡（現在の岩手県紫波郡紫波町）に移り住んで麹屋を営んでいた。1886年（明治19年）、横沢家4代目の横沢徳市が酒造業を創業した。
1991年（平成3年）には横沢家7代目の横沢大造が当主と杜氏を兼ねるオーナー杜氏となった。2005年（平成17年）11月1日に法人化して有限会社月の輪酒造店を設立し、横沢大造の娘である横沢裕子が杜氏となった。2015年（平成27年）11月には横沢裕子の夫である横沢孝之が社長に就任した。
2011年（平成23年）3月11日に発生した東日本大震災後には花見自粛のムードがあったが、東北地方のいくつかの蔵元と共にハナサケ！ニッポン！の共同サイトを立ち上げ、YouTubeに東北地方の経済的二次被害の惨状を訴える動画を投稿した。

## 受賞歴
全国新酒鑑評会
平成14酒造年 - 29酒造年
- 「月の輪」金賞受賞 - 平成29年受賞